# Canale Monterano
Pour les articles homonymes, voir Canale.
Canale Monterano est une commune italienne de la ville métropolitaine de Rome Capitale dans la région Latium en Italie.

## Géographie
Canale Monterano se trouve sur les flancs des monts Sabatins, à l'ouest du lac de Bracciano et au nord-ouest du Latium en bordure de la province de Viterbe.

### Hameaux
Les frazione de Canale Monterano sont Bagni di Stigliano, Castel Donato, Eremo, La Piana et Montevirginio.

### Communes limitrophes
Canale Monterano est attenant aux communes de Blera, Manziana, Oriolo Romano, Tolfa et Vejano.

## Histoire
Canale Monterano est le nouveau centre urbain du Monterano historique, désormais inhabité.

## Administration
| Période                                  | Période  | Identité          | Étiquette     | Qualité |
| ---------------------------------------- | -------- | ----------------- | ------------- | ------- |
| 2001                                     | 2006     | Marcello Piccioni | Liste civique |         |
| 2006                                     | 2011     | Marcello Piccioni | Liste civique |         |
| 16 mai 2011                              | en cours | Angelo Stefani    | Liste civique |         |
| Les données manquantes sont à compléter. |          |                   |               |         |

## Culture
- Le Western spaghetti de Giuliano Carnimeo "Ringo cherche une place pour mourir" y a été tourné dans les années 1967-1968. On y apercevoir très bien les ruines de Monterano.[réf. nécessaire]
- Une longue séquence du film "Il marchese del Grillo" sorti en 1981, avec Alberto Sordi dans le rôle principal et Mario Monicelli comme metteur en scène, a été tournée  devant les ruines de l'église.